# 鄭能進
鄭能進，字宏道，华山人，前秦将领。
历任镇南参军、水衡都尉、石安令、治书侍御史、南军督都水使者，转任右护军，甘露四年（362年）十二月廿五日到任，官至冯翊护军、建威将军、奉车都尉、城安县侯。当地北接朔方，给兵三百人，军府吏属一百五十人，下辖统和、宁戎、鄜城、洛川、定阳五部，领屠各、上郡夫施、黑羌、白羌、高凉西羌、灵水、白虏、支胡、粟特、苦水杂户七千，夷族十二种。在任六年，建元三年（367年），重修曹魏太尉邓公（邓艾）祠。同年六月降为尚书库部郎、护军司马、奉车都尉、关内侯。